# Iwase-Senzuka-Kofungruppe
Koordinaten: 34° 13′ 25″ N, 135° 13′ 48,4″ O

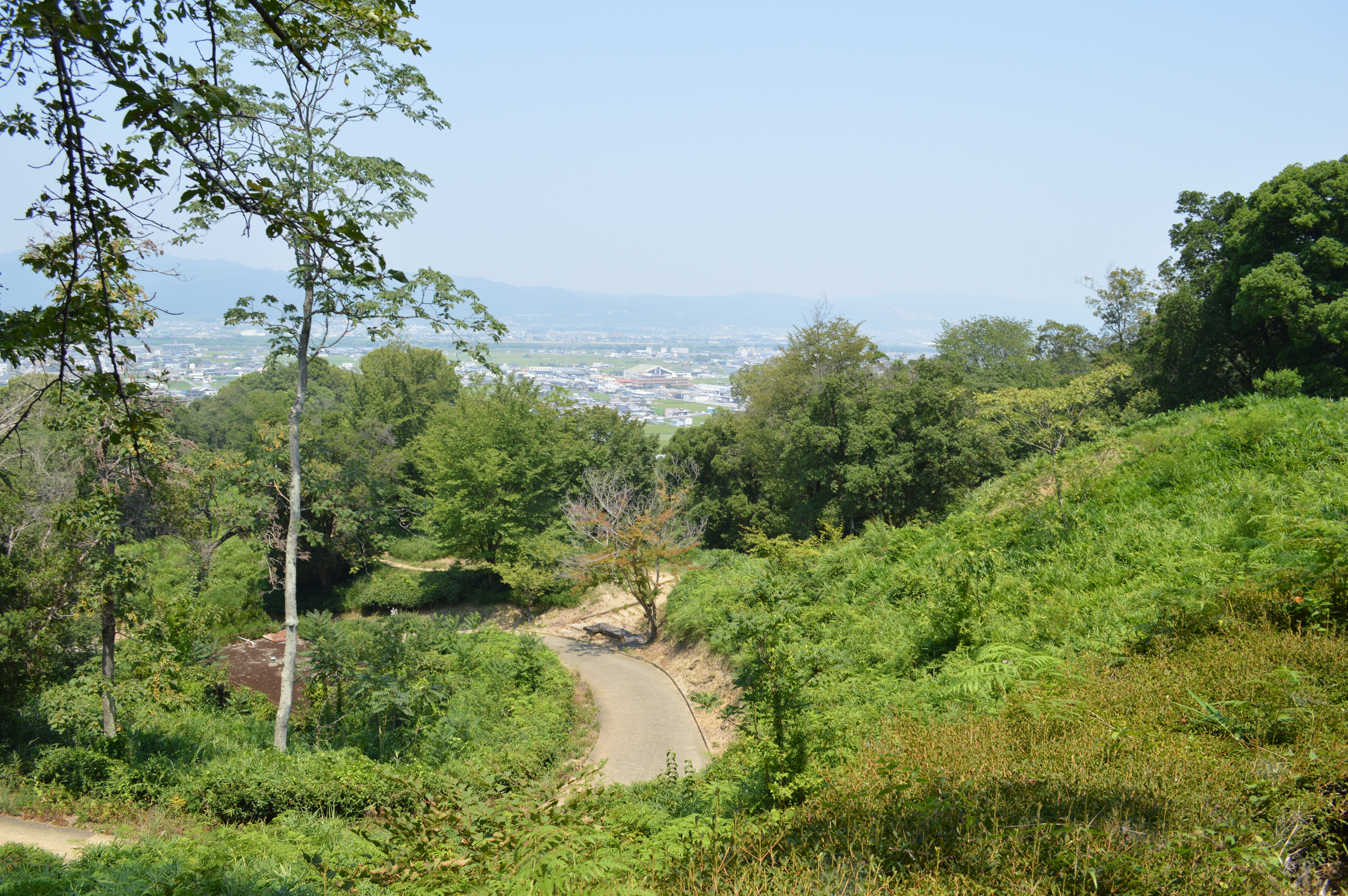
Kofungruppe im Abschnitt Maeyama A

Iwase-Senzuka-Kofungruppe (japanisch 岩橋千塚古墳群, Iwase Senzuka kofungun) ist ein bedeutender archäologischer Fundort in Japan. Es handelt sich um eine Gruppe von Hügelgräbern (Kofun) aus der Kofun- und Asuka-Zeit, die sich in Wakayama in der Präfektur Wakayama befindet. Die Kofungruppe wurde am 29. März 1952 zur besonderen historischen Stätte deklariert. Es handelt sich um insgesamt 27 Gruppen mit 680 bis 850 Hügelgräbern auf einer Fläche von 61.000 m², die in den Zeitraum vom 5. bis 7. Jahrhundert datieren.

## Überblick
Die Kofungruppe steht in Verbindung mit einer Gruppe von herrschenden Familien, den Kii no kuni no miyatsuko (紀伊国造). Sie regierten in der Provinz Kii, heute die Präfektur Wakayama, zumeist kleine Gebiete (kuni) mit nicht genau festgelegten Grenzen. Die Hügelgräber verteilen sich nach Norden bis Narukami, bezeichnet als Hanayama, nach Süden bis Okazaki, bezeichnet als Inbe Hachiman-yama Kofun. Nach Westen erstreckt sich das Ausgrabungsgebiet bis Miya, wo im Hinokuma und Kunikakasu Schreinkomplex die Kii Kuni no miyatsuko eingeschreint sind.
Die runden Kofun (円墳, empun) machen den größten Teil der Hügelgräber aus, Kofun mit Schlüssellochform (前方後円墳, zempō kōenfun) hingegen nur 1 % und Kofun mit rechteckiger Grundfläche (方墳, hōfun) den Rest der Hügelgräber. Man nimmt an, dass die Hügelgräber von der 2. Hälfte des 6. Jahrhunderts an errichtet wurden.

## Grabungen
- 1906 führte Tsuboi Shōgorō (1863–1913) die erste Erkundung durch
- 1907 begann Ōno Ungai (1863–1938) mit den Grabungen und stellte der Fachwelt die Konstruktionsmethode der Steinkammern mit seitlichem Eingang (横穴式石室) vor.
- 1918 Grabungen von Katsumi Kuruita, Taketoshi Iwai und Kingo Tazawa
- 1931 Ein Teil der Hauptgruppe wird zur regionalen historischen Stätte deklariert; 1952 folgt entsprechend dem Kulturgutschutzgesetz die Ernennung zur besonderen historischen Stätte; zwischen 1988 und 2000 werden der Deklaration weitere Hügelgräber hinzugefügt.
- 1980 Projekt zur genauen kartographischen Erfassung der Hügelgrab-Verteilung.

Gegenwärtig wird das 65 Hektar große Gelände als Freilichtmuseum geführt, instand gehalten und der Öffentlichkeit zugänglich gemacht. Informationen bietet das Kii-fudoki no oka Museum der Präfektur Wakayama.

## Wichtige Kofun

### Maeyama Kofun
- Shōgun-zuka Kofun (B53): Schlüsselloch-Kofun mit einer Höhe von 42,5 m, einer Deckenhöhe von 4,3 m und einem seitlichen Eingang. Ausgegrabene materielle Güter: silberne Armreifen, Eisenwaren, Haji- und Sue-Keramik, Edelsteine und Pferdegeschirr. Die Steinkammer ist für die Öffentlichkeit zugänglich.[3]
- Chiji-zuka Kofun (B67): Schlüsselloch-Kofun mit einer Höhe von 34,5 m und einem Durchmesser von 16,2 m. Ausgegrabene materielle Güter: Haniwa und Sue-Keramik[4]
- Gunchō-zuka Kofun (B112): Schlüsselloch-Kofun mit einer Höhe von 30,5 m.[5]
- Tennō-zuka Kofun: mit 88 m Höhe das größte Schlüsselloch-Kofun der Präfektur. Die steinerne Grabkammer mit seitlichem Eingang ist mit einer Höhe von 5,9 m vom Boden bis zu Decke die zweitgrößte in Japan.[2]
- Maeyama Kofun A47: mit einem Durchmesser von 27 m und einer Höhe von 8 m das größte runde Kofun unter den Maeyama-Hügelgräbern. Die Steinkammer ist für die Öffentlichkeit zugänglich.

### Dainichiyama Kofun
- Dainichiyama Kofun 35: Schlüsselloch-Kofun mit einer Höhe von 86 m. Ausgegrabene materielle Güter: Haniwa in Zylinder und Hausform, außerdem einige landesweit einzigartige Funde, darunter ein Haniwa in Form eines Vogels, der die Flügel ausbreitet, Haniwa mit zwei Gesichtern, auf der Vorder- und Rückseite (両面人物埴輪) und Haniwa in Form von Hüftköchern (胡籙埴輪, Koroku haniwa).[6]

## Galerie

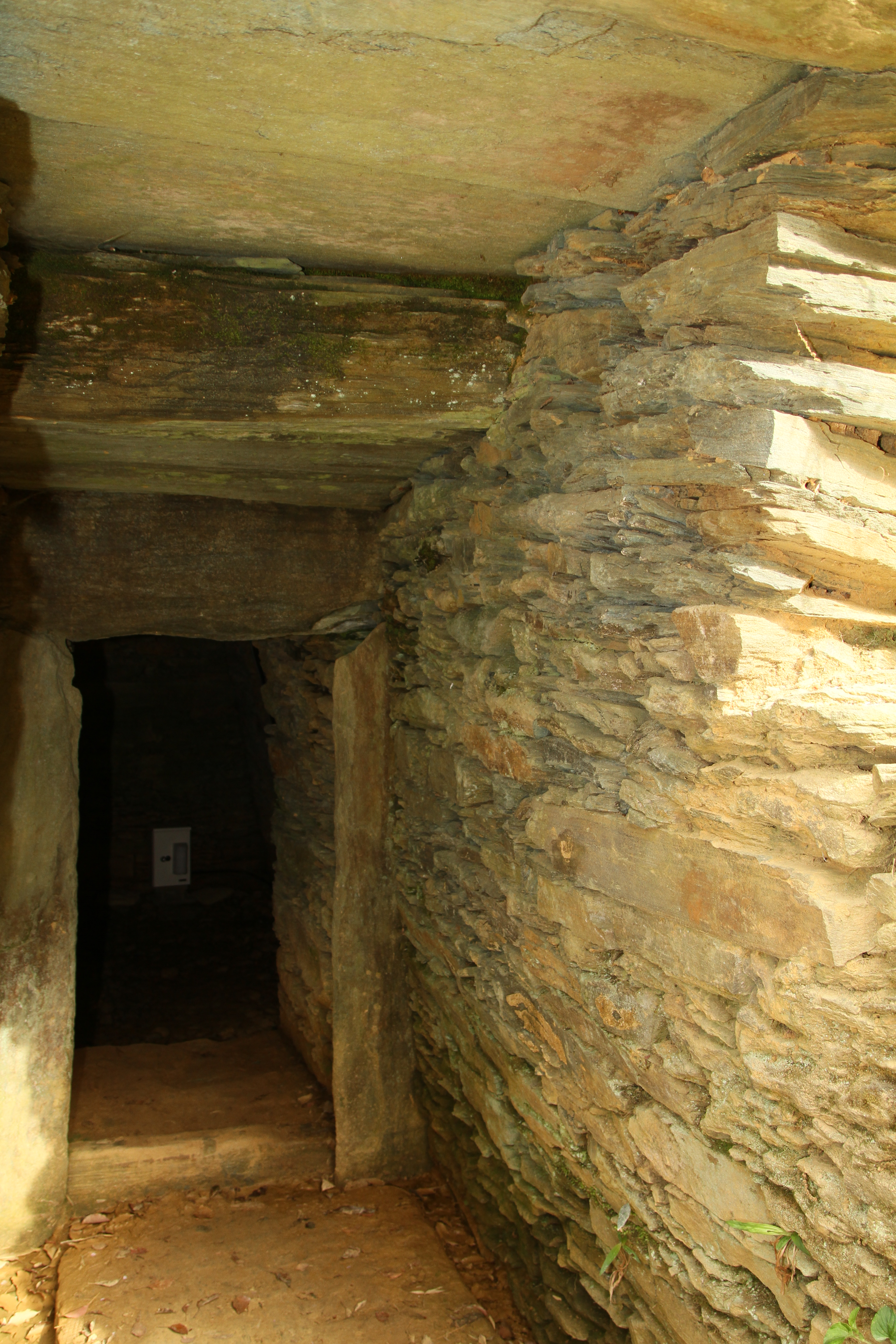
Maeyama Kofun A13 Gang vom Eingang zur Grabkammer
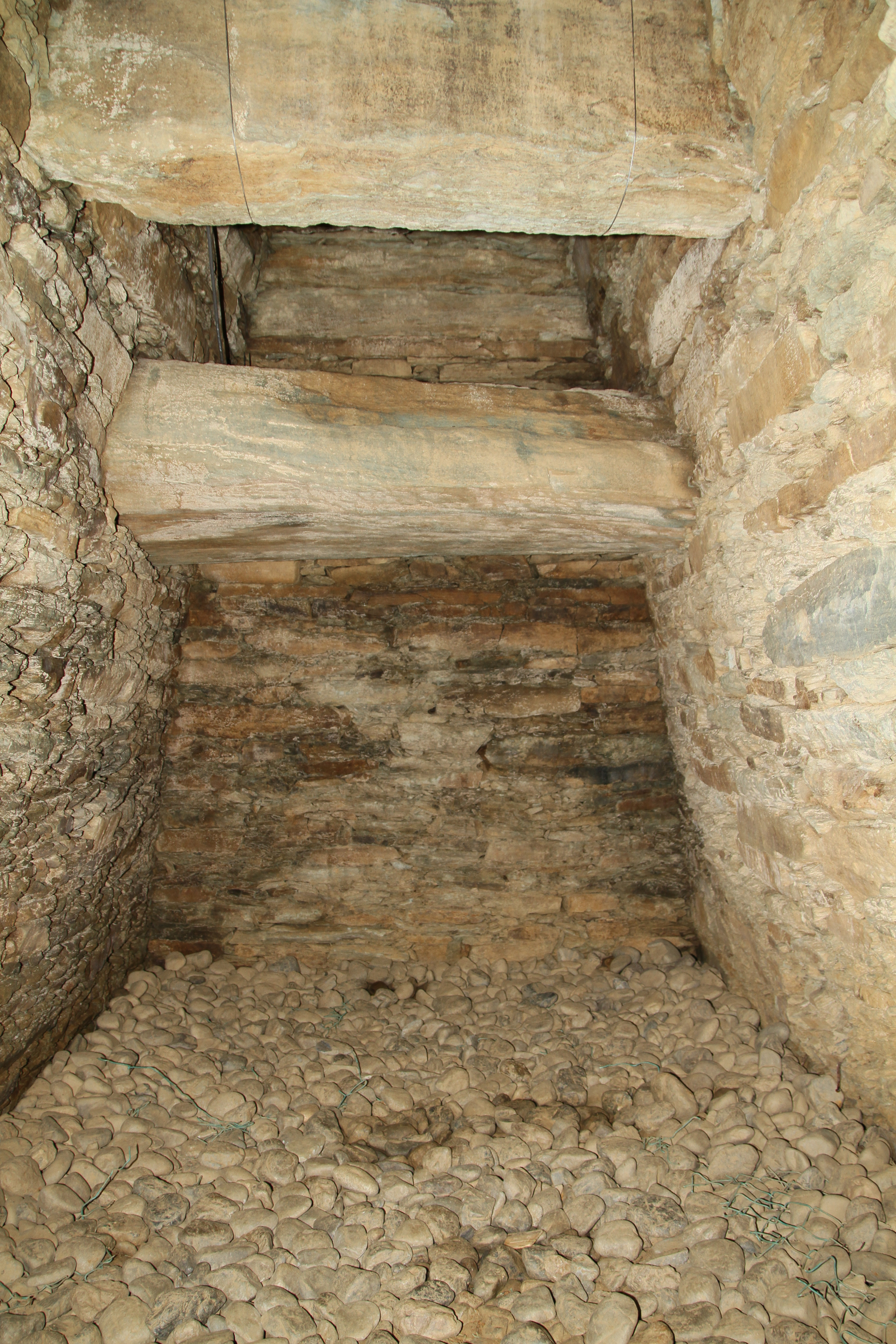
Maeyama Kofun A46 Grabkammer
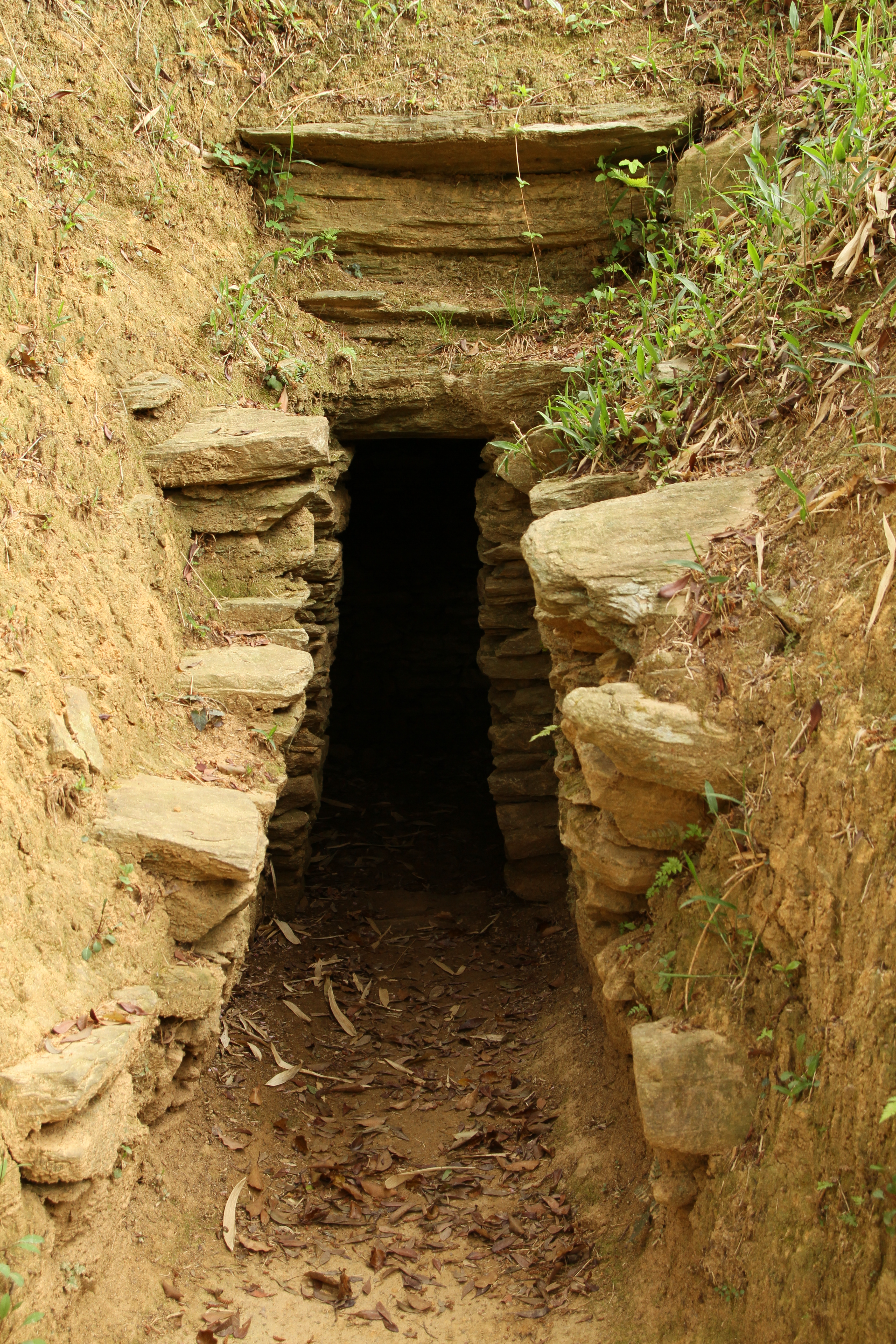
Maeyama Kofun A56 Eingangsbereich zur Steinkammer
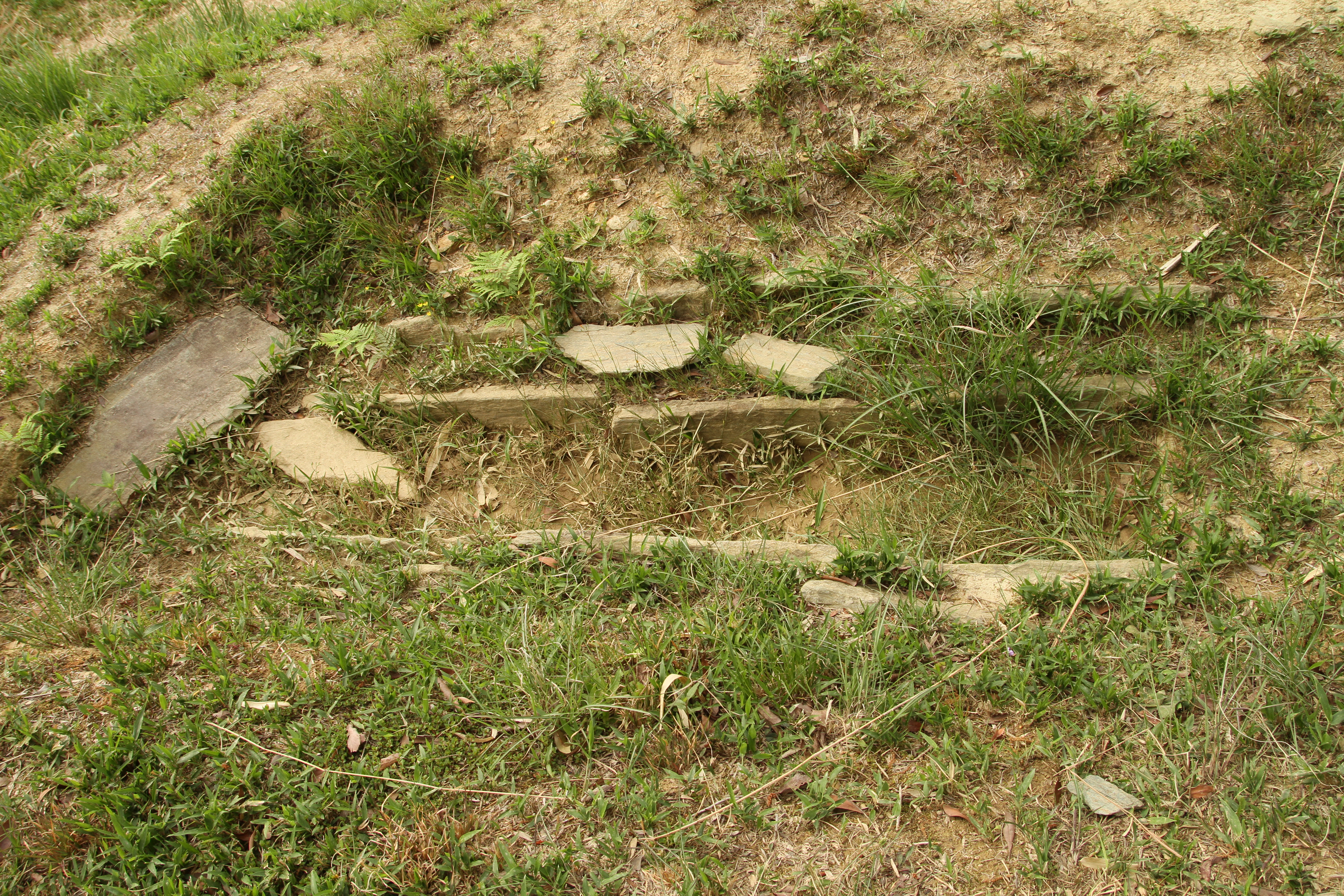
Maeyama Kofun A100 Steinsarg aus Steinplatten
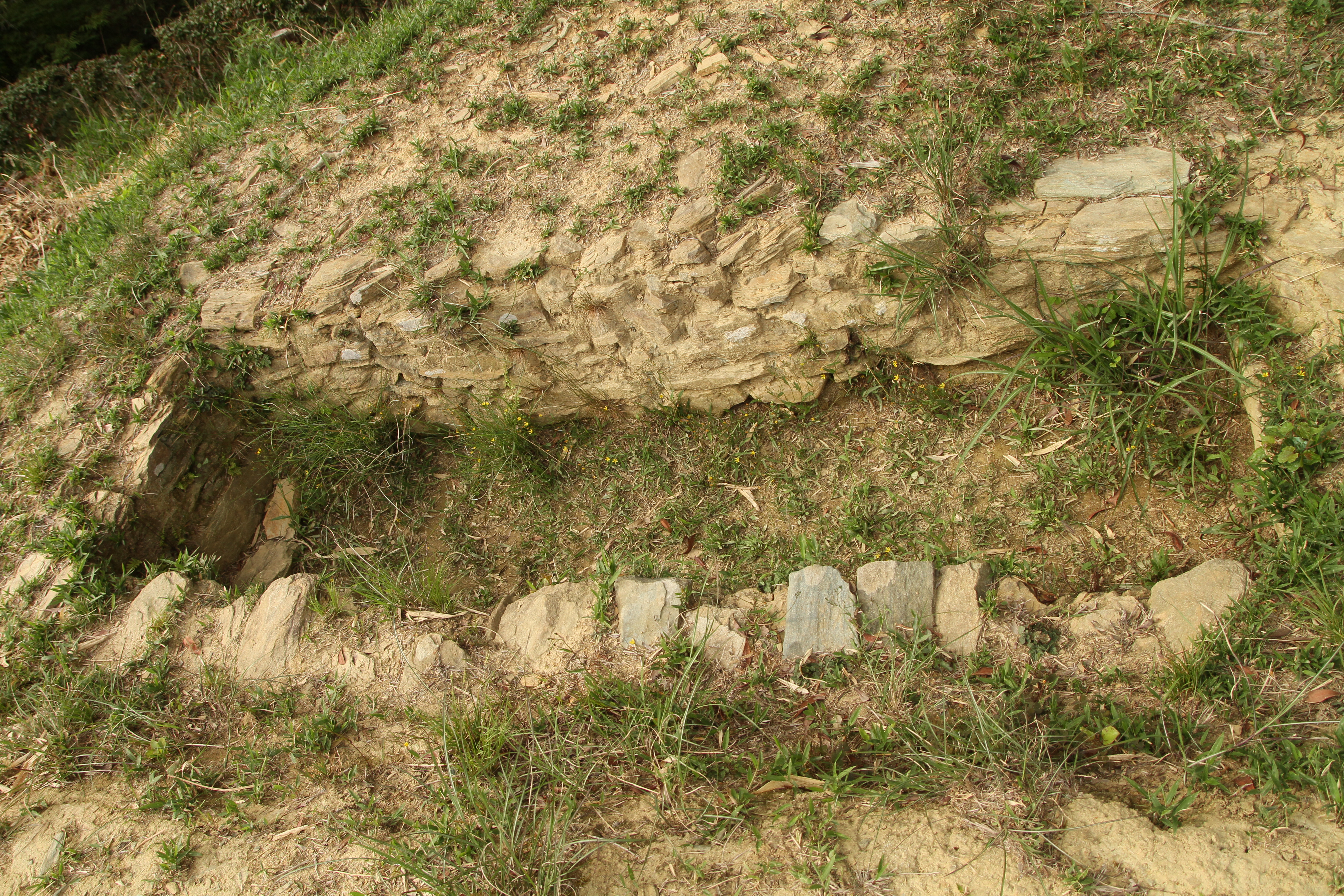
Maeyama Kofun A111 Schachtartige Steinkammer
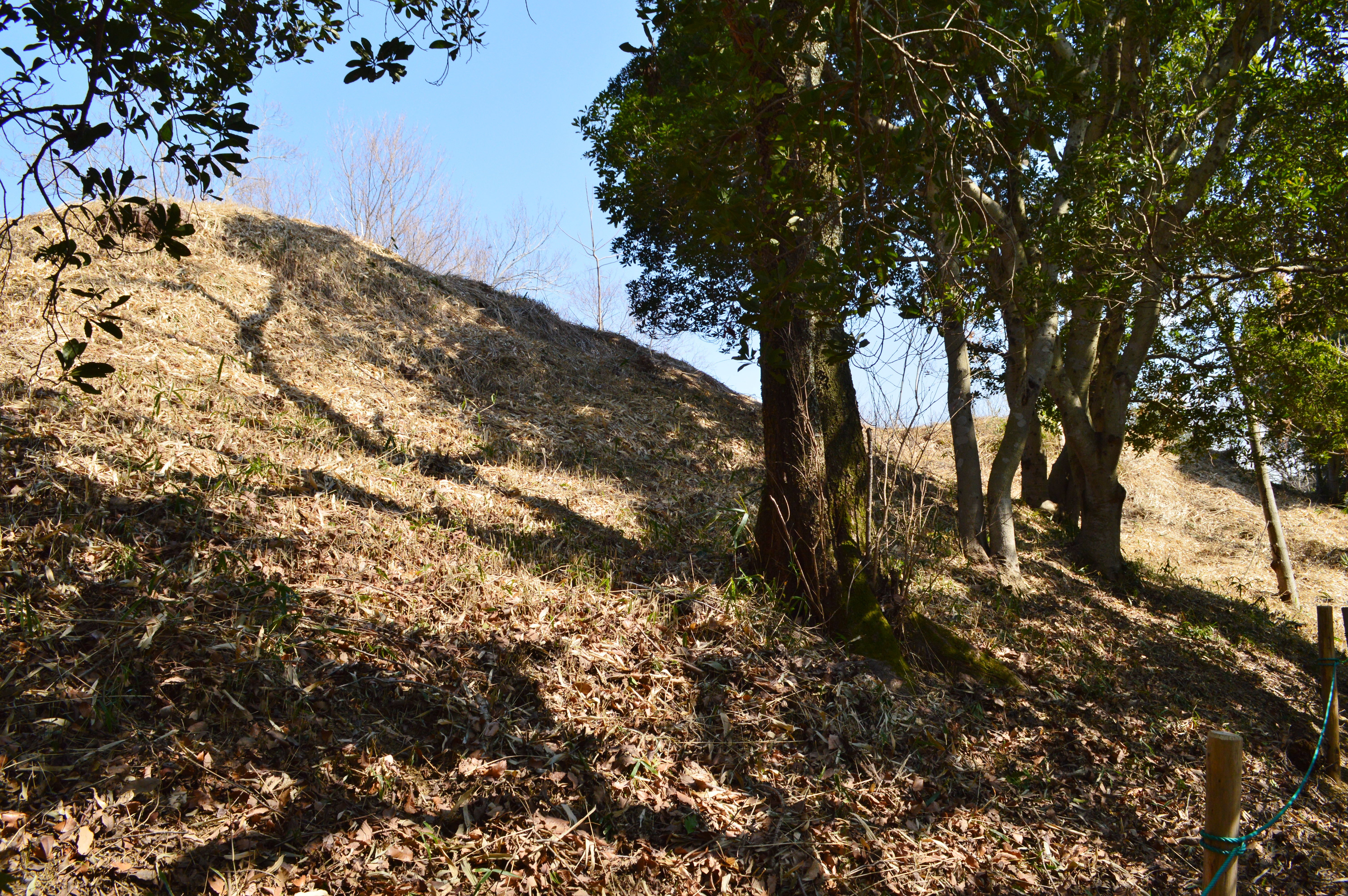
Maeyama Kofun B53, das Shōgun-zuka Kofun (将軍塚古墳)
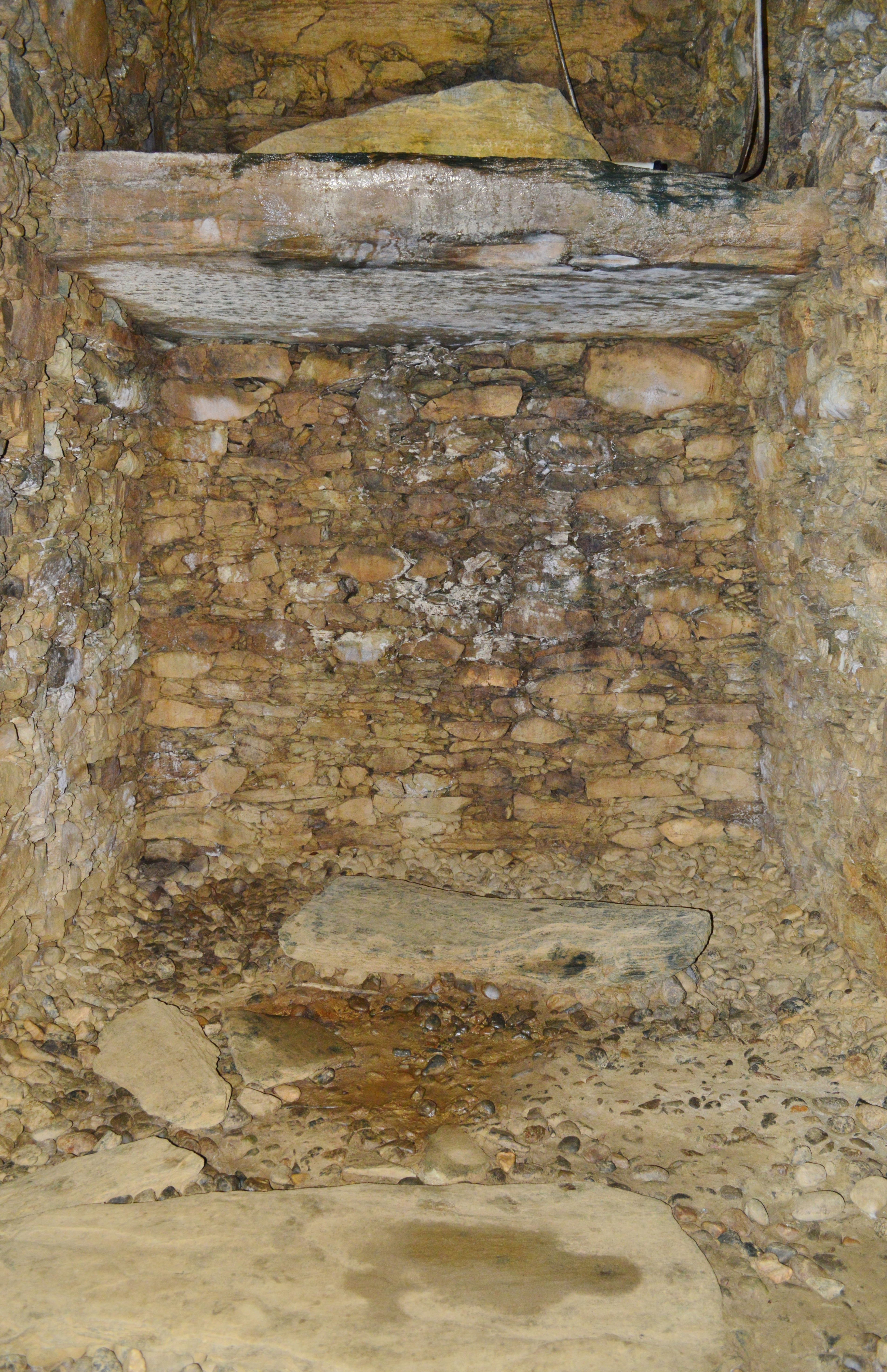
Maeyama Kofun B53, Steinkammer des Shōgun-tsuka Kofun
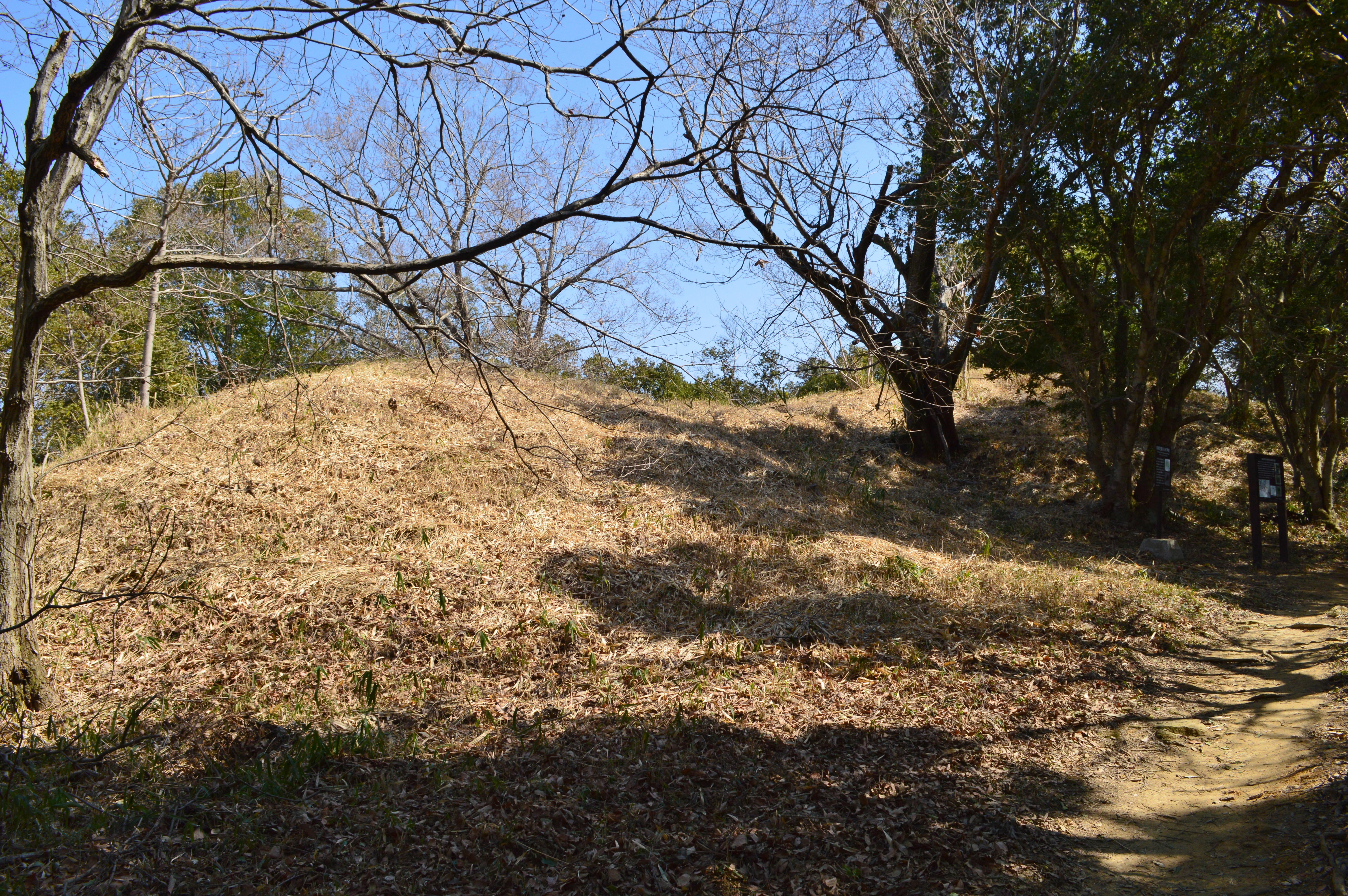
Maeyama Kofun B67, das Chiji-zuka Kofun (知事塚古墳)
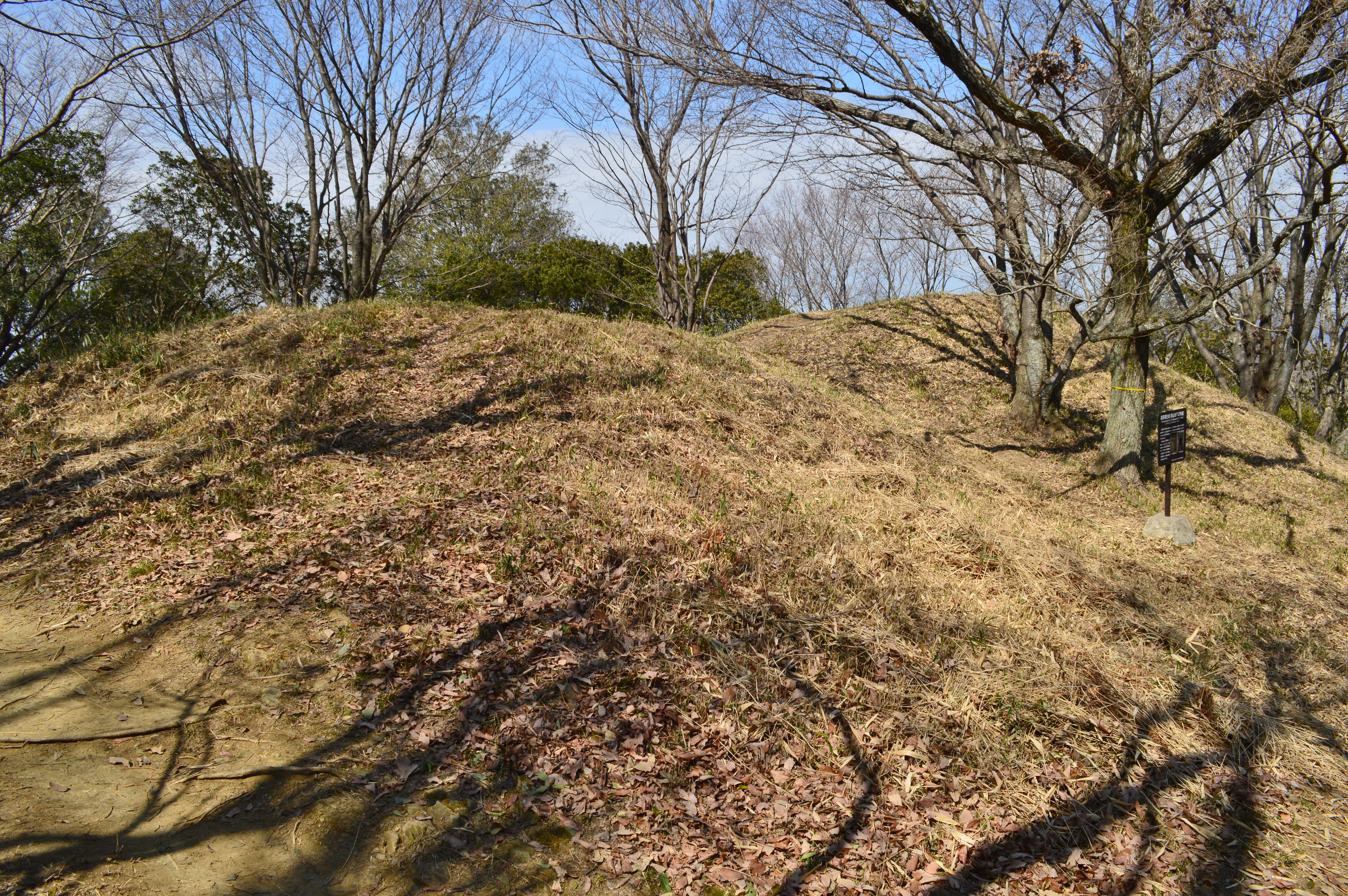
Maeyama Kofun B112, das Gunchō-zuka Kofun (郡長塚古墳)
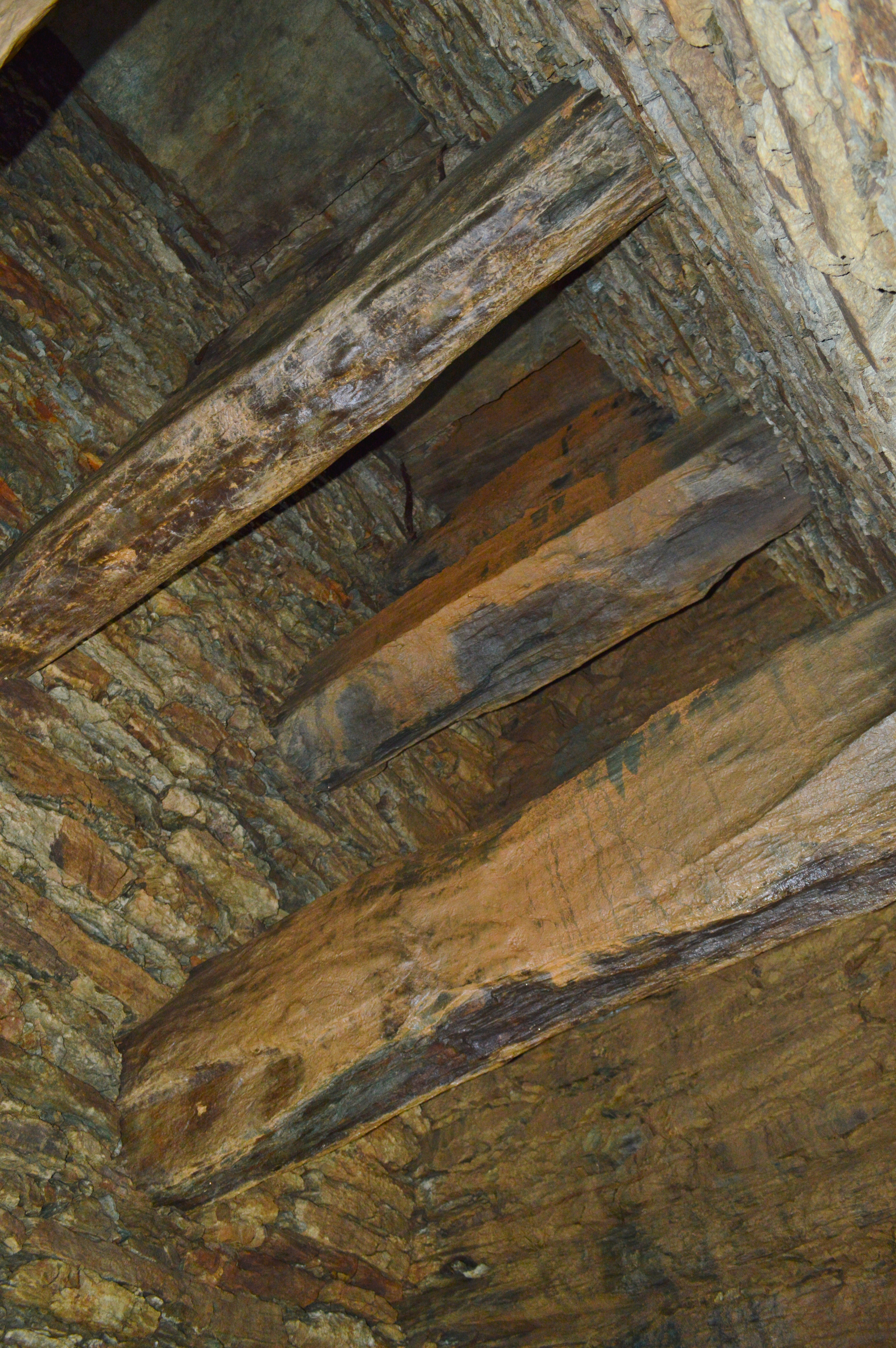
Steinkammer des Tennō-zuka Kofun
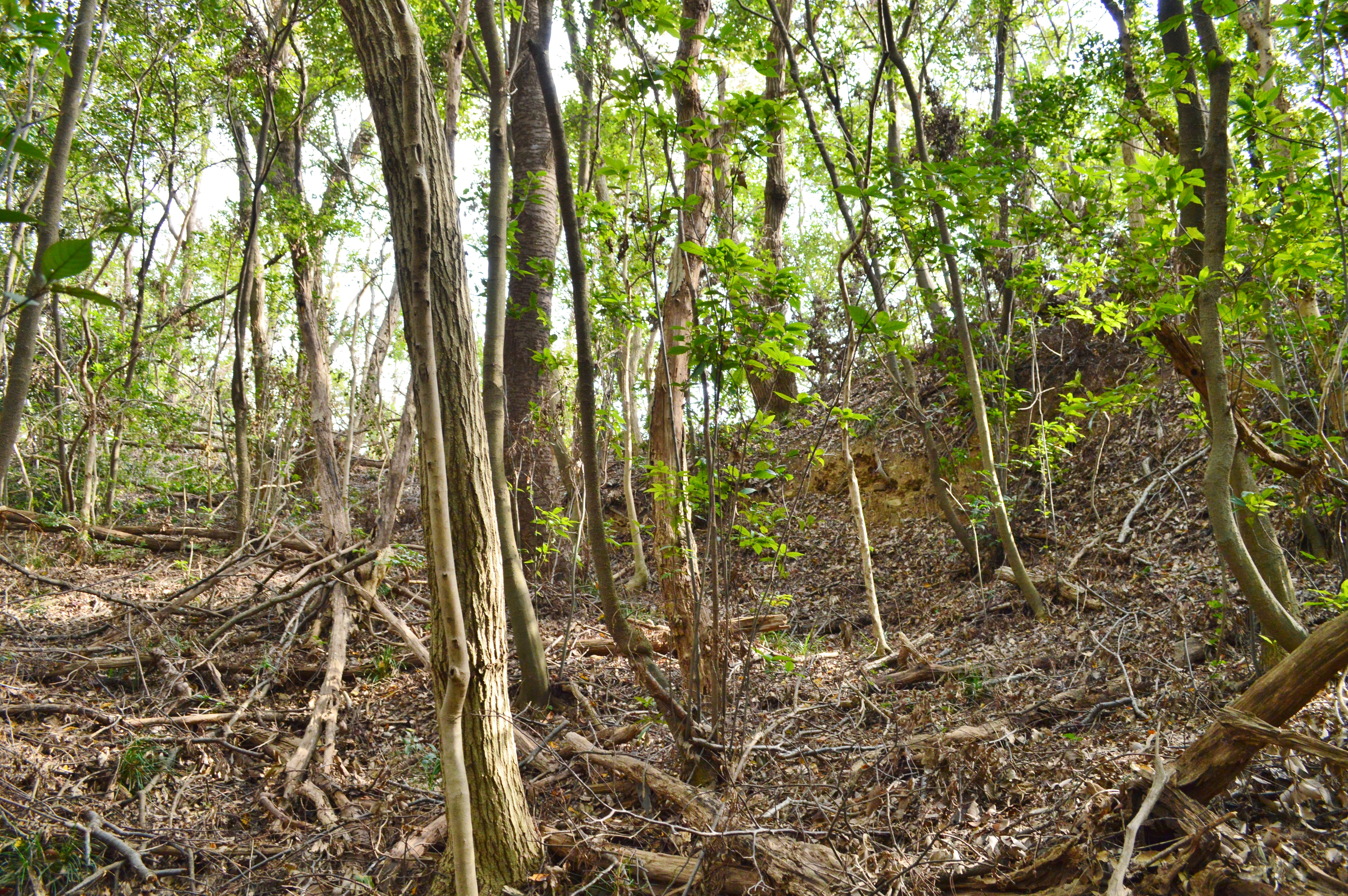
Hanayama Kofun 6 Hügel
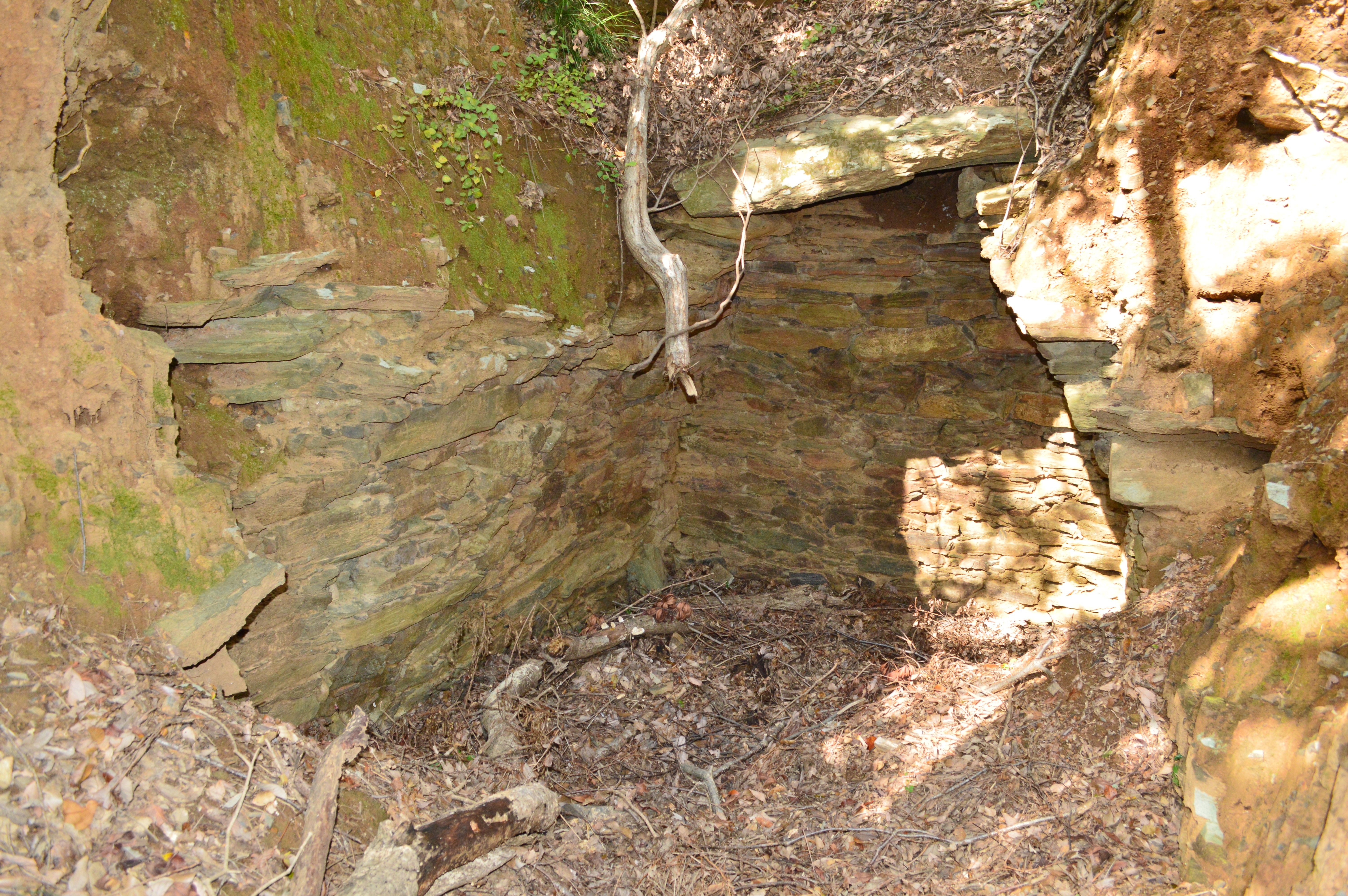
Hanayama Kofun 6 Steinkammer
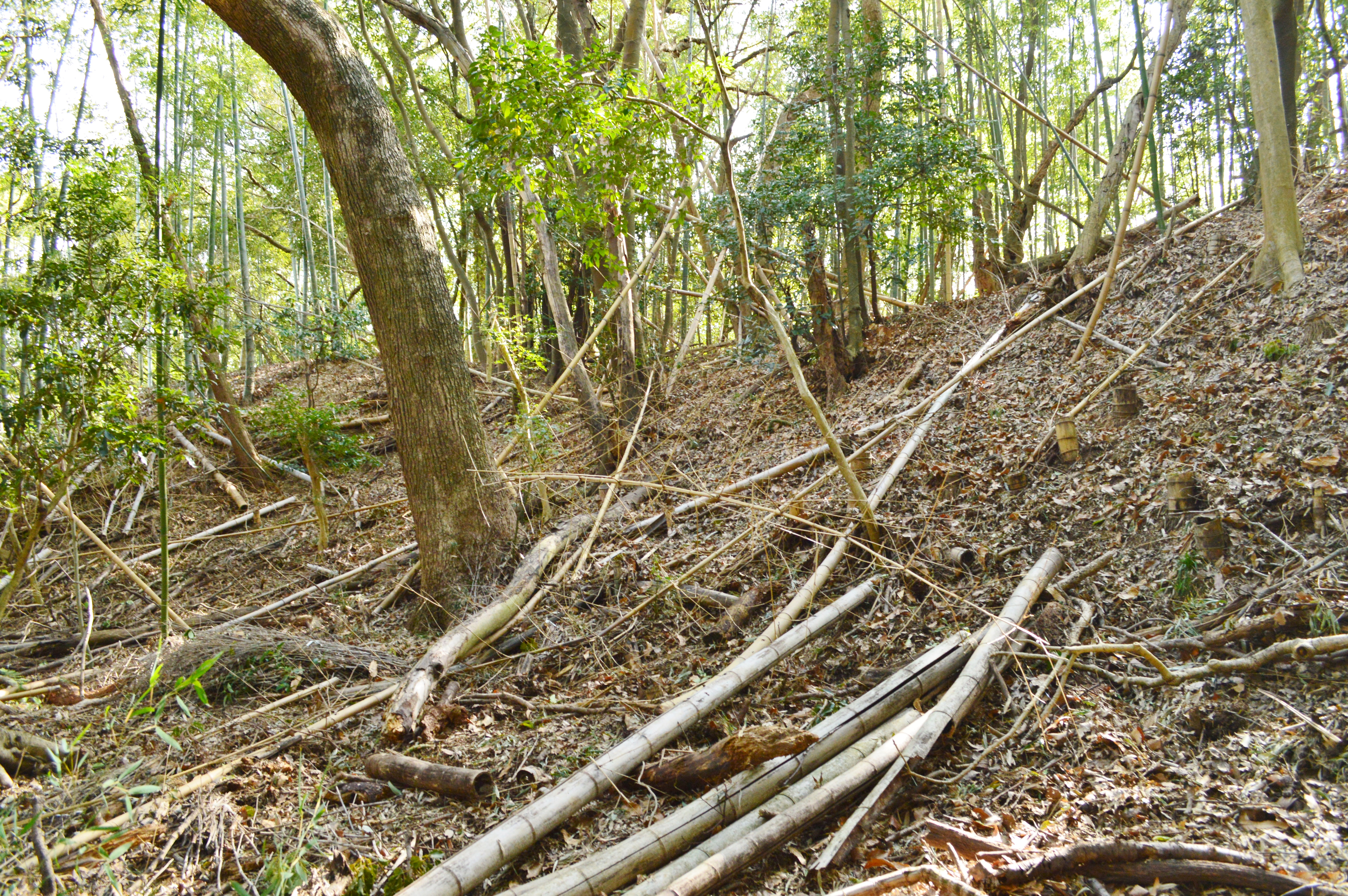
Inbe Maeyama Kofun B10, das Inbe hachiman-yama Kofun (井辺八幡山古墳)